# 滨尾文郎
滨尾文郎（日语：濱尾文郎；1930年3月9日—2007年12月8日）是天主教日本籍執事級樞機。他也曾是橫濱教區主教。

## 生平
濱尾文郎是推理小說作家濱尾四郎之子，1930年3月9日在日本東京出生。他於1957年12月21日晉鐸。1970年曾在淀号劫机事件中搭乘被劫持的飞机，4月29日晉牧，並獲教宗保祿六世任命為東京總教區輔理主教。
他於1980年1月15日接替荒井勝三郎，成為橫濱教區正權主教。他成為主教同時，他也是日本明愛的負責人，並於1995年成為日本主教團主席。他於1998年6月15日起出任宗座移民與觀光牧靈委員會主席。
教宗若望·保祿二世於2003年10月21日冊封他為執事級樞機。他曾參與2005年教宗選舉秘密會議，當時選出的是教宗本篤十六世。他於2007年因肺癌病逝，終年77歲。